# Magazin for Naturvidenskaberne
Nytt magasin for naturvidenskapene, var en norsk tidskrift, grundad 1823 av Gregers Fougner Lundh, Christopher Hansteen och Hans Henrik Maschmann, fram till 1838 under titeln Magazin for Naturvitenskaberne.
Tidskriften som tidigare innehöll avhandlingar över ämnen från samtliga naturvetenskapliga discipliner, upptog från 1926 endast botaniska och zoologiska artiklar. Tidskriften lades ned 1951.